# Măcești, Caraș-Severin
Măcești (1924: Macevici, sârbă Мачевић) este o localitate componentă a orașului Moldova Nouă din județul Caraș-Severin, Banat, România.
Macesti este un sat de pe Clisura Dunării, de aproximativ 200 de case și o populație de aproximativ 700 de locuitori, majoritatea locuitorilor fiind de etnie sârbă (98%).

## Legături externe

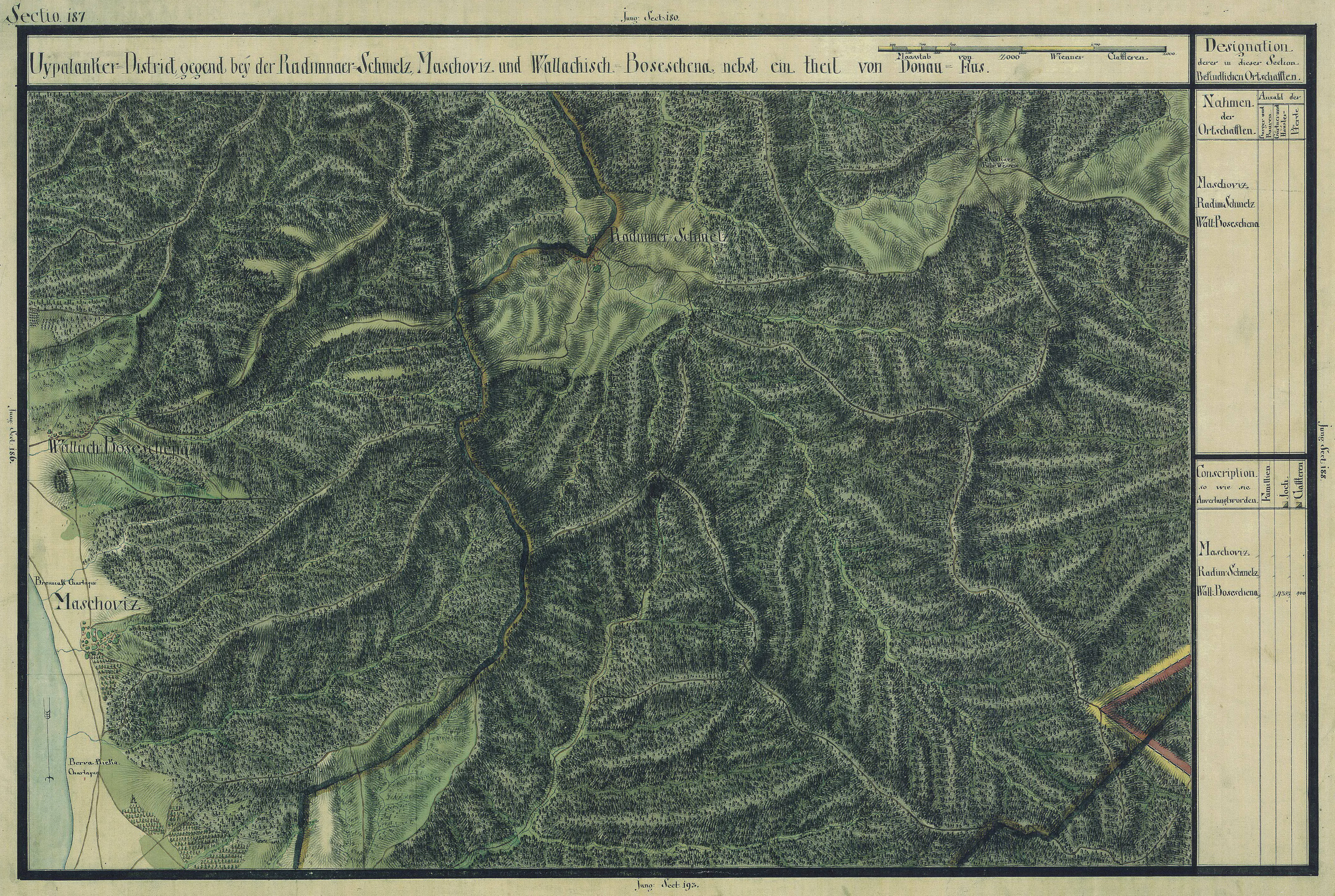
Măceşti în Harta Iosefină a Banatului, 1769-72